# Grb Občine Izola
Na grbu Občine Izola je upodobljena bela golobica z oljčno vejico v kljunu, ki leta nad rumenim polkrogom. Ta rumena polkrogla naj bi prikazovala otok (it. isola [izola]), na katerem je mesto nastalo. 
Podoba, ki je sedaj prikazana na izolskem grbu, je bila vzeta iz stare pripovedi iz leta 1380, ki opisuje Genovežanski napad na Izolo; pred pristankom napadalcev se je iz zvonika župnijske cerkve sv. Mavra spustila bleščeče bela golobica in jih zaslepila, morali so odpluti nazaj, ne da bi se dotaknili mesta.
Druga verzija te legende pa je, da so ob Genoveškem napadu prebivalci izprosili pomoč mestnega zavetnika svetega Mavra. Ta je poslal belo golobico in nad mesto (otok) spustil meglo. Ko so Genovežani prišli bližje, niso našli otoka, kar naenkrat pa so uzrli belo golobico, ki je letela proti njim. Mislili so, da jih bo pripeljala k Izoli, zato so ji sledili. V resnici pa jih je golobica speljala daleč od otoka na odprto morje. Čez nekaj časa se je vrnila in pristala na zvoniku cerkve sv. Mavra z oljčno vejico v kljunu, kar je bil simbol miru. Tako sta golobica in sv. Maver rešila Izolo pred napadom.